# Watsonia borbonica
Watsonia borbonica là một loài thực vật có hoa trong họ Diên vĩ. Loài này được (Pourr.) Goldblatt miêu tả khoa học đầu tiên năm 1987.